# اچ‌ان‌ال‌ام‌اس فریسلاند (۱۸۹۶)
اچ‌ان‌ال‌ام‌اس فریسلاند (۱۸۹۶) (به انگلیسی: HNLMS Friesland (1896)) یک کشتی است که طول آن ۹۳٫۳ متر (۳۰۶ فوت ۱ اینچ) می‌باشد. این کشتی در سال ۱۸۹۶ ساخته شد.